# فيرنر كوهلمير
ويرنير كوهلمير (بالألمانية: Werner Kohlmeyer)‏ (مواليد 19 أبريل 1924) هو لاعب كرة قدم. يلعب مع منتخب ألمانيا الغربية لكرة القدم. سبق له أن لعب في كأس العالم لكرة القدم مع منتخب بلاده.

## روابط خارجية
- فيرنر كوهلمير على موقع IMDb (الإنجليزية)

- فيرنر كوهلمير على موقع الاتحاد الدولي (مؤرشف)  (الإنجليزية)
- فيرنر كوهلمير على موقع قاعدة بيانات كرة القدم.إي يو (الإنجليزية)
- فيرنر كوهلمير على موقع بيانات كرة القدم. دي إي (الألمانية)
- فيرنر كوهلمير على موقع ناشيونال فوتبول تيمز (الإنجليزية)
- فيرنر كوهلمير على موقع عالم كرة القدم.نت (الإنجليزية)